# Burniewo
Burniewo (biał. Бурнева, Burniewa, ros. Бурнево, Burniewo), wieś położona na Białorusi, w obwodzie grodzieńskim, w rejonie wołkowyskim, w sielsowiecie Werejki.
Obecnie Burniewo liczy 23 mieszkańców. W wiosce znajduje się 25 domów, sklep i biblioteka.

## Historia
Dawna okolica szlachecka Burniewo jest położona nieopodal Repli i Wielkich Eysymontów. Jest najstarszym znanym miejscem związanym z rodem Eysymontów. Wzmiankowane w roku 1539 jako m.in. dziedzictwo braci Maćka i Nowickiego Jurewiczów Eisimontowiczów (bracia są wymienieni także w Popisie Wojsk Wielkiego Księstwa Litewskiego z 1528 roku). To stąd pochodził Franciszek Eysymont, podczaszy miński, a także jego brat Dominik, zasłużeni w wojnach z Moskwą w XVII wieku. Wedle tradycji to stąd wywodziła się Maria, która znalazła Cudowny Obrazek Matki Boskiej Eysymontowskiej, który umieszczono w nowo erygowanym kościele w Wielkich Eysymontach w latach 60. XVII wieku. Z Burniewem był też związany majątek Karasiowszczyzna, z której pochodził Aleksander Eysymontt, uczestnik Powstania Styczniowego. Spotykamy tu w XIX wieku również Siemaszków, Siezieniewskich i Bohdanowiczów.
Według Powszechnego Spisu Ludności z 1921 roku ówczesną okolicę zamieszkiwały 153 osoby, 147 było wyznania rzymskokatolickiego a 6 prawosławnego. Wszyscy mieszkańcy zadeklarowali polską przynależność narodową. Było tu 27 budynków mieszkalnych.
Miejscowość należała do parafii rzymskokatolickiej w Repli i parafii prawosławnej w Masalanach.
Podlegała pod Sąd Grodzki w Indurze i Okręgowy w Grodnie; właściwy urząd pocztowy mieścił się w Gudziewiczach.

## Szlachta burniewska w XVIII wieku
- Na Popisie szlachty grodzieńskiej w roku 1765 stawili się następujący szlachcice z tej okolicy: Imć pan Andrzey Eysymont – wice-regent powiatu Grodzieńskiego, towarzysz Petyhorski, na koniu karo-gniadym, ze wszelkim moderunkiem do woyny. Imć pan Józef Eysymont na koniu gniadym, z szablą y pistoletami. Imć pan Andrzey Eysymont na koniu szpakowatym, z szablą y pistoletami. Imć pan Jakub Glindzicz na koniu płowym, z szablą. Imć pan Michał Siemaszko na koniu wilczatym, z szablą, pistoletami. Imć pan Paweł Brzeski na koniu siwym, z szablą y karabinem. Imć pan Bartłomiey Eysymont – oboźny powiatu Grodzieńskiego, na koniu gniadym, z szablą, pistoletami. Imć pan Mikołay Eysymont na koniu morozowatym, z szablą, pistoletami. Imć pan Andrzey Eysymont na koniu gniadym, z szablą y pistoletami. Imć pan Andrzey Toczycki na koniu karym, szablą, karabinem. Imć pan Franciszek Roszczewski na koniu siwym, z szablą, pistoletami. Imć pan Jan Eysymont na koniu karym, z szablą, pistoletami. Imć pan Antoni Siemaszko na koniu gniadym, z szablą y pistoletami. Imć pan Tadeusz Glindzicz z szablą y karabinem, na koniu siwym. Imć pan Jan Eysymont na koniu cisawym, z szablą. Imć pan Wawrzyniec Eysymont na koniu cisawym, z szablą. Imć pan Wawrzyniec Eysymont pieszy, bez broni. Imć pan Władysław Eysymont z szablą, pieszy. Imć pan Andrzey Steckiewicz na koniu morozowatym, bez broni. Imć pan Jakub Eysymont bez broni, pieszy. Imć pan Jan Krzyżanowski na koniu bułanym, z szablą y pistoletami[5].

- W rewizji dymów w roku 1789 spisano następujących mieszkańców: JP Jakub Glindzicz, JP Jerzy Glindzicz, JP Jakub Roszczewski, JP Władysława Eysymonttowa, JP Franciszek Roszczewski, JP Józef Brzeski, JP Jerzy Eysymontt, JP Franciszek Eysymontt, JP Antoni Siemaszko, JP Tadeusz Siemaszko, JP Jan Krzyżanowski, JP Jerzy Koroza, JP Jakub Steckiewicz, JP Jakub Steckiewicz, JP Agata Eysymonttowa, JP Michał Kulikowski, JP Urszula Eysymonttowa, JP Stanisław Eysymontt, JP Franciszek Eysymontt, JP Andrzej Siemaszko, JP Konstanty Kulikowski, JP Maciej Maciejewski, JP Jan Eysymontt, JP Jerzy Eysymontt, JP Tadeusz Siezieniewski, JP Michał Micewicz, JP Wawrzyniec Eysymontt, JP Angela Pacenkowa, JP Maciej Kulikowski, JP Józef Obuchowski, JP Bartłomiej Eysymontt, JP Michał Siemaszko, JPP Jerzy, Tomasz i Józef Eysymonttowie, JP Andrzej Eysymontt, JP Tadeusz Siemaszko[6].

## Varia
- Z burniewskiej linii Siezieniewskich wywodzi się Andrzej Siezieniewski - dziennikarz, prezes Polskiego Radia[7].

## Ludzie związani z Burniewem
- Ferdynand Eysymontt - ostatni wojski grodzieński.
- Michał Józef Eysymontt - chorąży grodzieński.